# Mulkkusaaret (ö i Lappland, Östra Lappland, lat 66,08, long 28,38)
Mulkkusaaret är en ö i Finland. Den ligger i sjön Yli-Kitka och i kommunen Posio i den ekonomiska regionen  Östra Lapplands ekonomiska region  och landskapet Lappland, i den norra delen av landet, 700 km norr om huvudstaden Helsingfors. Öns area är 0,3 hektar och dess största längd är 130 meter i öst-västlig riktning.  Notera att namnet antyder att det är fråga om flera öar.